# Acuerdo Literario de Viena

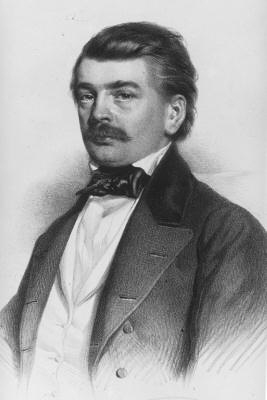
Franc Miklošič

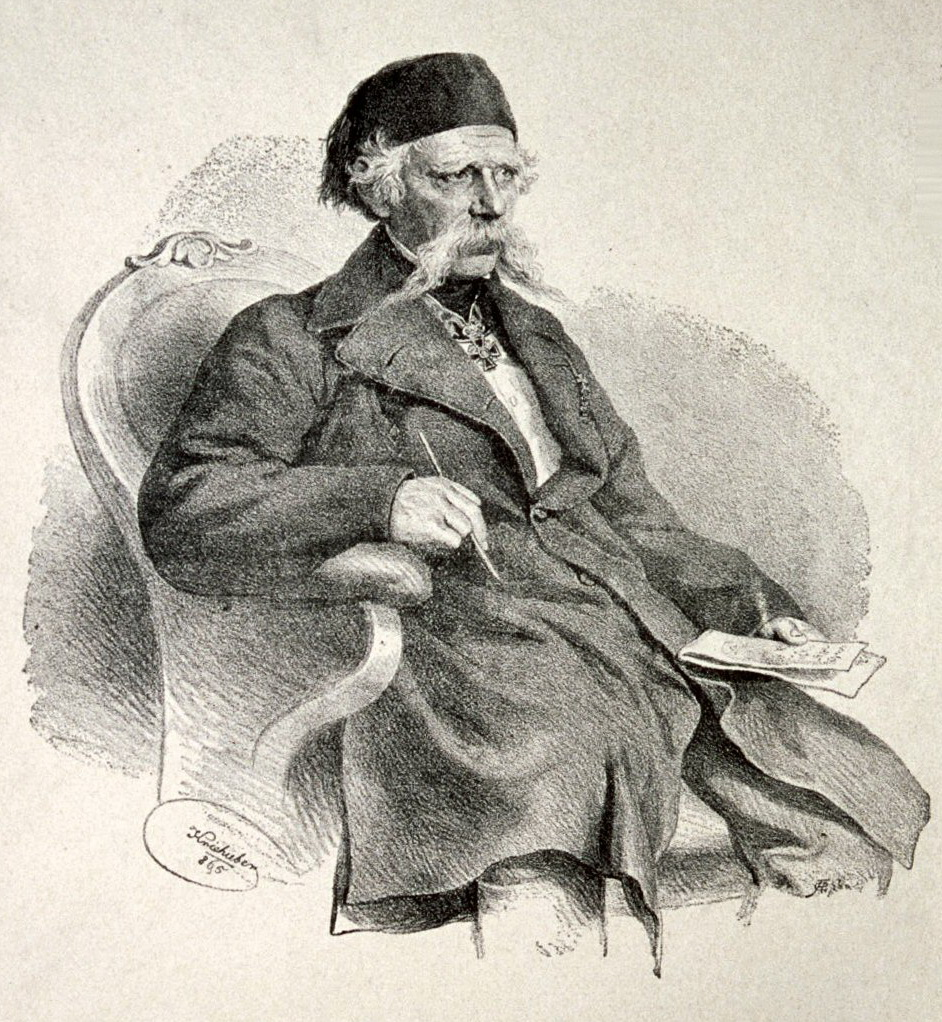
Vuk Karadžić

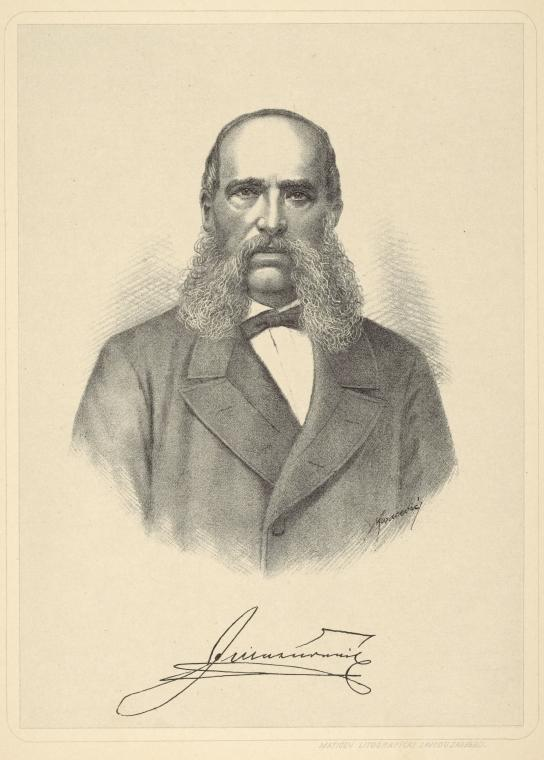
Ivan Mažuranić

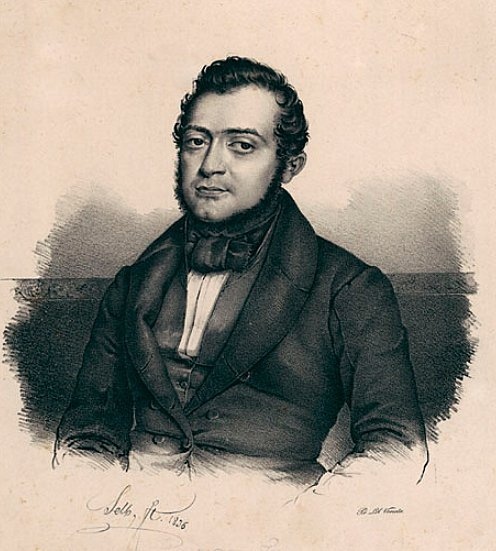
Dimitrije Demeter

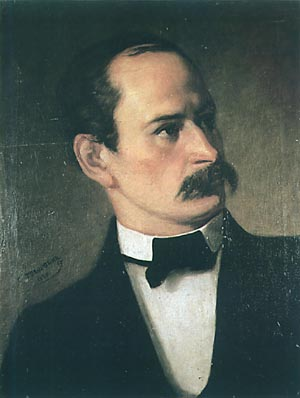
Đuro Daničić

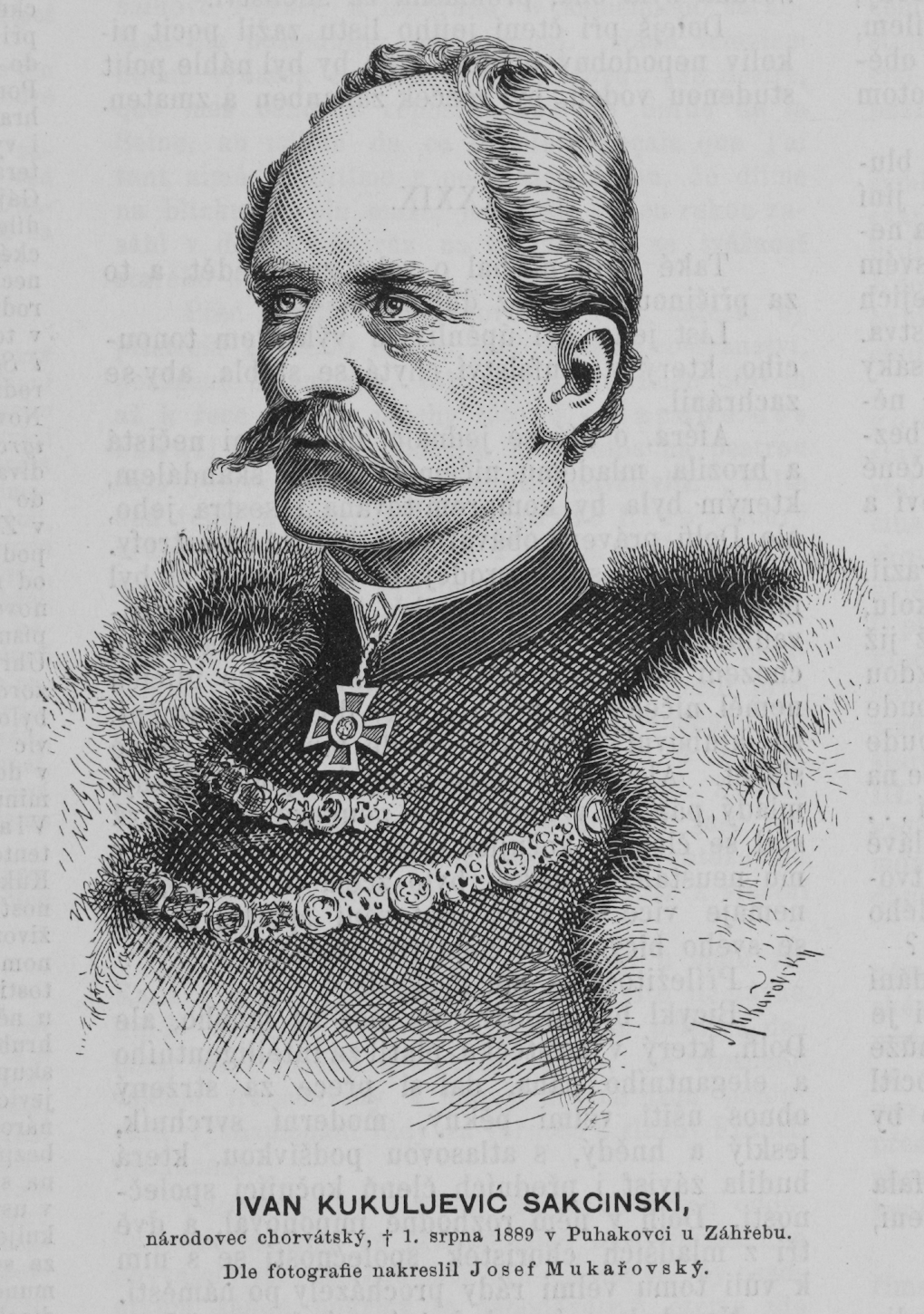
Ivan Kukuljević Sakcinski

El Acuerdo Literario de Viena (alfabeto croata: Bečki književni dogovor, serbio cirílico: Бечки књижевни договор) fue resultado de una reunión que tuvo lugar en marzo de 1850, en la cual se dieron cita escritores de Croacia, Serbia y uno de Eslovenia, con el propósito de discutir hasta qué punto se podría lograr que sus distintas literaturas se aunaran y unificaran y asimismo con el propósito de estandarizar la lengua serbocroata.

## Contexto histórico
La primera mitad del siglo XIX demostró ser un punto de inflexión en el devenir de las ideas dentro del ámbito de la lengua sobre el ilirio.Ya en aquel momento los ilirios, a nivel individual, mantenían debates con sus detractores y Zagreb, como centro de la vida cultural y literaria croata, constituía un ámbito privilegiado para su organización y propagación. Sin embargo, para entonces, ya algunos de los ilirios habían caído en la cuenta de lo irrealizables que eran las idea ilirias sobre la lengua y la unificación literaria de todos los eslavos meridionales, tomando conciencia de que la única posibilidad real que les quedaba sería la creación de una lengua literaria común a croatas y serbios, los cuales comparten el dialecto estocavo y el acento iyecavo.

## El acuerdo
En marzo de 1850 se organiza la reunión y acuden a la misma el filólogo y folclorista autodidacta serbio Vuk Stefanović Karadžić, su discípulo Đuro Daničić, el eslavista más conspícuo de la época: el esloveno  Franc Miklošič. Los croatas estarían representados por Ivan Kukuljević Sakcinski, Dimitrije Demeter, Ivan Mažuranić, Vinko Pacel y Stjepan Pejaković
Se llegó a un acuerdo sobre las directrices generales que habrían de seguirse para desarrollar una lengua literaria común para serbios y croatas, las mismas que se alineaban con las premisas idiomáticas y ortográficas básicas de Karadžić, las cuales, a su vez, se correspondían en parte con las de la lengua literaria croata neoestocava pre-iliria que había sido suprimida a instancias de la ideología lingüística iliria y en aras de la promoción de un patrimonio común de rasgos eslavos meridionales.
Los firmantes estuvieron de acuerdo en cinco puntos:
1. Decidieron no mezclar los dialectos que ya existían para, a partir de ellos, crear un nuevo dialecto. Asimismo, deberían tomar los casos del alemán y el italiano como modelos a seguir, seleccionando uno de los dialectos hablados y promoviéndolo como lengua literaria en la cual se escribirían todos los libros..
2. Aceptaron de forma unánime que el «dialecto meridional»[2] se debería elegir como dialecto literario para todos los serbios y croatas y asimismo decidieron que escribirían ije[3] cuando dicho dialecto presentara un reflejo disilábico de la vocal larga yat de la lengua eslava común, escribiendo je, e o i donde se presentase un reflejo monosilábico (es decir, según fuese el iyecavo, ecavo o icavo el acento). Para conocer de forma precisa dónde el mencionado dialecto tiene dos sílabas y dónde tiene una, se instó a Vuk Karadžić a que escribiese al respecto «reglas generales para el dialecto meridional» (opća pravila za južno narječje), cosa que hizo.
3. Estuvieron de acuerdo en que los escritores serbios y montenegrinos tendrían que escribir h (/x/) donde correspondiera por etimología, tal como hacen los escritores croatas y algunos pronuncian en las regiones del sur.
4. Acordaron que el genitivo plural de nombres y adjetivos no estaría rematado por una h, ya que no le corresponde desde el punto de vista etimológico —no es necesaria para distinguirlo de otros casos del paradigma— y porque numerosos escritores no la usan en absoluto.
5. Se acordó que delante de una /r/ silábica no debe escribirs a o e, como hacen algunos escritores croatas, sino solamente r, como en la palabra prst («dedo»), porque así pronuncia la gente y la mayoría de escritores escribe.

Durante la segunda mitad del siglo XIX, se mencionaba estas conclusiones refiriéndose a las mismas con el nombre de objava («comunicado») o izjava («declaración»). La expresión Acuerdo Literario de Viena se acuñaría posteriormente en el siglo XX.

## Consecuencias e influencia
El Acuerdo Literario de Viena llegó a interpretarse y mencionarse de formas muy diversas según cómo se inscribiese en la historia de los croatas, eslovenos y serbios. Durante la historia de las Yugoslavias, en especial durante la República Federativa Socialista de Yugoslavia, la doctrina oficial sostenía que el Acuerdo había sentado unas bases sólidas para la codificación definitiva de las lenguas croata y serbia que tendría lugar posteriormente. Con el advenimiento de lenguas estándares nacionales como el bosnio, el croata y el serbio en los años 1990, se empezó a poner en cuestión la relevancia real del Acuerdo.
Por ejemplo, según Malić, el Acuerdo no tuvo una influencia decisiva para el ambiente cultural croata pero «alcanzó a sugerir tendencias que se evidenciarían a final de siglo en la formación de la lengua literaria croata». Malić sostiene que es ya entrado el siglo XX, dentro de un marco de «concepciones unitaristas sobre la lengua e ideas de política lingüística», cuando al Acuerdo se le confiere el papel de influencia fundamental en la formación de las lenguas literarias comunes croata y serbia.
Debido a que el Acuerdo no fue organizado por instancia oficiales, no tenía fuerza para obligar a nadie, de modo que, en un primer momento, sería rechazado tanto por la prensa serbia como por la croata. Croacia seguía manteniendo una viva concepción de la lengua que se ajustaba a los parámetros ilirios. Por su parte, la conservadora escena cultural serbia era reacia a aceptar la idea de Karadžić de que el lenguaje popular pudiera ser literario. Recién en 1868 es que se acepta su reforma en Serbia y no no por completo (el acento ecavo se acepta como estándar, en vez del iyecavo) mientras que, silenciosamente, al habla coloquial urbana se le confiere un gran peso de cara a la formación de la lengua estándar.